# Between Order And Model
Between Order And Model es el primer EP de la banda galesa de post-hardcore Funeral For A Friend. Fue lanzado por Mighty Atom Records el 12 de agosto de 2002 y, actualmente, no existen copias de este trabajo en el mercado.
Todas las canciones, excepto Juno, fueron incluidas en el EP de 2003 Seven Ways to Scream Your Name, que FFAF lanzó en Estados Unidos mediante Ferret Music. Precisamente Juno, con motivo de algunos cambios en la formación original de la banda, sería regrabada y renombrada a Juneau en Casually Dressed And Deep In Conversation, el álbum debut de la banda.
Es la única grabación en que participan Matthew Evans, Andi Morris y Johnny Phillips. Tres de los miembros fundadores de FFAF junto a Matt Davies, Kris Roberts y Darran Smith.

## Lista de canciones
1. "10.45 Amsterdam Conversations"
2. "Juno"
3. "Red Is The New Black"
4. "Art Of American Football"

## Créditos
- Matt Davies - cantante principal
- Kris Roberts - guitarra
- Darran Smith - guitarra
- Matthew Evans - cantante secundario, coros (gritos)
- Andi Morris - bajo
- Johnny Phillips - batería

- Datos: Q2604616